# Guillaume Barreau-Decherf
Guillaume Barreau-Decherf, noto anche come Guillaume B. Decherf (Bar-le-Duc, 1972 – Parigi, 15 novembre 2015), è stato un giornalista, conduttore radiofonico e critico musicale francese, ucciso durante l'attacco terroristico al teatro Bataclan di Parigi il 13 novembre 2015.

## Biografia
Figlio di un funzionario, era il più giovane di quattro fratelli. Studiò al liceo Saint-Louis Saint-Clément di Viry-Châtillon, laureandosi poi in letteratura inglese all'Università di Parigi Creteil. Uscito illeso dall'attentato di Parigi del 25 luglio 1995 alla stazione di Saint-Michel che aveva distrutto una diramazione della RER, trascorse due anni a Loughborough dove condusse una trasmissione musicale in una radio privata. Tornato in Francia, vinse il concorso per l'ammissione alla Scuola superiore di giornalismo di Lilla dove ottenne l'abilitazione alla professione nel 1999. Era ritenuto uno dei migliori conoscitori di hard rock.
Aveva iniziato la sua carriera di giornalista impiegandosi come stagista a La Voix du Nord; scrisse poi per vari giornali e riviste tra cui Libération, 20 Minutes, Technikart, Rolling Stone. Fu redattore capo del mensile Hard Rock Magazine nel 2005 e 2006. Pubblicò la biografia del gruppo rock francese Indochine. Dal 2008 scriveva per la rivista Les Inrockuptibles, nel cui numero del 28 ottobre 2015 aveva recensito l'ultimo disco degli Eagles of Death Metal, Zipper Down, annunciandone il loro concerto del 13 novembre al Bataclan di Parigi, dove perse la vita sotto i colpi dei componenti dell'organizzazione terrorista islamista Stato Islamico che ha sterminato 89 persone.
Aveva conosciuto la compagna, Carine Azzopardi, anche lei giornalista, alla scuola di giornalismo di Lilla. Con lei generò due figlie. Nel giugno 2016, in occasione del concerto degli Iron Maiden a Parigi, Bruce Dickinson rese omaggio a Barreau-Decherf e alle altre vittime della strage al Bataclan.

## Opere
- Indochine, pas de repos pour l’aventurier, Premium, 2010